# Боо-Терек
Боо-Терек (до 2001 года — Ключевка) — село в Бакай-Атинском районе Таласской области Кыргызстана. Административный центр Боо-Терекского аильного округа. Код СОАТЕ — 41707 220 823 01 0.

## Население
В 1999 году население села составляло 4662 человека (2320 мужчин и 2342 женщины). По данным переписи 2009 года, в селе проживало 5596 человек (2789 мужчин и 2807 женщин).